# 星杏奈
星 杏奈（ほし あんな、1960年9月1日 - ）は、日本初のレースクイーンとされているAV女優である。

## 経歴
1985年ごろ、日本で初のレースクィーンとなったが、当時はまだレース（サーキット）クィーン、キャンギャルという概念はなく、ジャンプスーツにスポンサーの企業のロゴが入ったものをまとい、企業の宣伝をするというものだった。
その後アダルトビデオを中心にして活動している。一時休業していたが2010年ごろから活動を再開。50歳を過ぎた今日も、レースクイーンの経験と長身の美貌を保ち続けて、レースクイーンの衣装を身にまとう作品も多い。